# Agricultura de mercado
La agricultura de mercado es la forma de agricultura en la cual la producción está destinada a ser vendida y el autoabastecimiento es un aspecto secundario.
Sus características son:
- Mecanización del campo.
- Especialización agraria en uno o unos pocos productos.
- Rápida comercialización de los productos agrarios.

Es un modelo que se caracteriza por el empleo de mucha maquinaria y de modernas técnicas de cultivo. Sus producciones son enormes y se orientan cara al mercado nacional o internacional. La especialización y tecnificación permite abaratar costos de producción, y el ingreso suficiente para invertir en generar nuevas técnicas. Así, debido a avances técnicos postindustriales, en la actualidad no es absolutamente necesario tener extensiones enormes de terrenos cultivados, sino también especializarse en ciertos productos cotizados y utilizar tecnología ligera que permita mayor rendimiento (p.j. hidroponía

## Revolución industrial y Revolución biotecnológica
El paso de la agricultura de subsistencia a la orientada a la venta de productos, o agricultura de mercado, va a comenzar con los países desarrollados con la revolución industrial, a la que precedió una revolución agrícola. En aquel momento las mejoras de actividades agrarias hicieron posible la obtención de una mucha mayor proporción de excedentes (el sobrante de la producción tras restarle el consumo y lo necesario para obtener la siguiente cosecha).
Es propia de países desarrollados, donde la agricultura se entiende como negocio y no como un medio de subsistencia, aunque se extiende a los países en vías de desarrollo, antiguamente como consecuencia de la colonización y en la actualidad como consecuencia de la globalización.
La llamada revolución verde o  aumentó los rendimientos agrícolas desde mediados del siglo XX mediante técnicas modernas de agronomía.  Desde finales del siglo XX se están expandiendo los cultivos transgénicos,(ver biotecnología), continuando la tradición milenaria de la humanidad de modificar genéticamente las especies vegetales para su consumo (ver: domesticación) pero cuya inocuidad en el medio ambiente es objeto de controversia por parte de ciertos sectores ambientalistas.

## Tipos
Agricultura especializada: es propia de EE.UU y en gran parte de Europa. Se basa en grandes explotaciones (latifundios) dedicados al monocultivo. Este producto se planta año tras año y sólo se cambia de cultivo si el mercado lo exige (cuando baja la demanda de hecho definitivo). En Estados Unidos las grandes zonas que se dedican al mismo cultivo se denominan belts  (cinturones): del maíz, del algodón, del tabaco, de los productos lácteos, etc. Emplea mucha maquinaria y modernas técnicas de cultivo.
Agricultura mediterránea: se da en los países costeros al Mar Mediterráneo y en California. En las zonas de secano produce con bajos rendimientos los cultivos tradicionales de la Cuenca del Mediterráneo (con miles de años de antigüedad, desde la invención y la difusión de la agricultura) denominados trilogía mediterránea: trigo, vid y olivo. En las huertas de regadío: frutas y verduras. Y en los invernaderos cultivos tropicales: piña, mangos, aguacate. Parte del éxito de esta agricultura es que ofrece productos que no se dan en otra parte del mundo (endemismos)
Agricultura de plantación: es distinta a los demás, y la más eficiente. Está impulsada por grandes empresas o ricas haciendas en países tropicales de Latinoamérica y África. Se dedica a la producción de cultivos tropicales muy demandados por los países ricos: café, cacao, azúcar, té, tabaco, etc. Se caracteriza por grandes plantaciones de monocultivos. Precisan mucha mano de obra ya que son cultivos difíciles de mecanizar, pero se compensa porque la mano de obra es barata en estas regiones. Las inversiones para la agricultura de plantación son enfocadas en la preparación de la tierra para el cultivo y en la exportación y transporte.
- Datos: Q2827166